# Billion Electric
Billion Electric Co. Ltd. ( Taiex : #3027), con sede en Taiwán, es una empresa de electrónica fundada en 1973. 
Su gama de módems/ enrutadores ADSL se introdujo en Australia en 2002. Desde entonces, se han agregado funciones que incluyen conmutadores de 4 puertos, conexión inalámbrica, VoIP y terminación VPN . 